# 16074 Georgekaplan
16074 Georgekaplan este un asteroid din centura principală de asteroizi.

## Descriere
16074 Georgekaplan este un asteroid din centura principală de asteroizi. A fost descoperit pe 9 septembrie 1999 la Socorro, New Mexico, în cadrul proiectului LINEAR. Asteroidul prezintă o orbită caracterizată de o semiaxă mare de 2,64 ua, o excentricitate de 0,07 și o înclinație de 2,4° în raport cu ecliptica.